# One Eyed Bastard
«One Eyed Bastard» es una canción de la banda de rock estadounidense Green Day, del decimocuarto álbum de estudio de la banda Saviors (2024). Fue lanzado el 5 de enero de 2024 como el cuarto sencillo del álbum. Antes de que se anunciara el álbum, la demostración de la canción se filtró en línea en su totalidad a finales de mayo de 2023.

## Personal
Green Day
- Billie Joe Armstrong – guitarra, voz principal
- Mike Dirnt – bajo, coros
- Tré Cool – batería, percusión

Producción
- Rob Cavallo – productor
- Chris Lord-Alge – mezclas

## Listas
| Chart (2024)                         | Peak position |
| ------------------------------------ | ------------- |
| Japan Hot Overseas (Billboard Japan) | 20            |
| New Zealand Hot Singles (RMNZ)       | 22            |